# Прапори народів
Прапори народів (Етнічний прапор) — прапор, що є символом певного народу або етнічної групи. Також окремі прапори можуть мати громади певного народу у певній країні (наприклад, бельгійські німці та фінські шведи).
Етнічні прапори використовуються національно-культурними організаціями та національно-визвольними рухами. Прапори народів можуть бути загальновизнаними, як зараз прапор кримських татар, або визнаватися національним символом частиною народу, як український прапор до 1991 року або білоруський біло-червоно-білий прапор зараз. Прапори національно-культурних і національно-політичних організацій можуть ставати етнічними прапорами, якщо вони починають використовуватися як символ народу, а не тільки окремого руху чи організації.
Прапори народів можуть бути ідентичними прапорам національних автономій цих народів, їхніх історичних держав або районів їхнього проживання, а після здобуття незалежності — ставати державними прапорами. Прапори національних держав у більшості випадків використовуються також як символи їхніх титульних націй. Термін «національний прапор» може вживатися як у значенні «етнічний прапор», так і у значенні «державний прапор».
У наступному списку наведені ті етнічні прапори, які також не є прапорами визнаних незалежних держав.

## Пострадянський простір

### Країни Балтії

Виру (народність) (1)
Виру (народність) (2)[джерело?]
Сету
Ліви
Росіяни в Латвії[1]
Латгальці (1)
Латгальці (2)
Жмудини

### Білорусь

Білоруси (національний, історичний)
Татари-липки

### Україна

Поліщуки[джерело?]
Лемки (історичний)
Українці (національний, історичний)
Українці (бойовий, націоналістичний, повстанський)
Українці (1848, Галичина)
Русини
Кримські татари
Караїми[джерело?]
Кримчаки[джерело?]

### Молдова

Гагаузи (офіційний)
Гагаузи (націоналістичний, історичний)
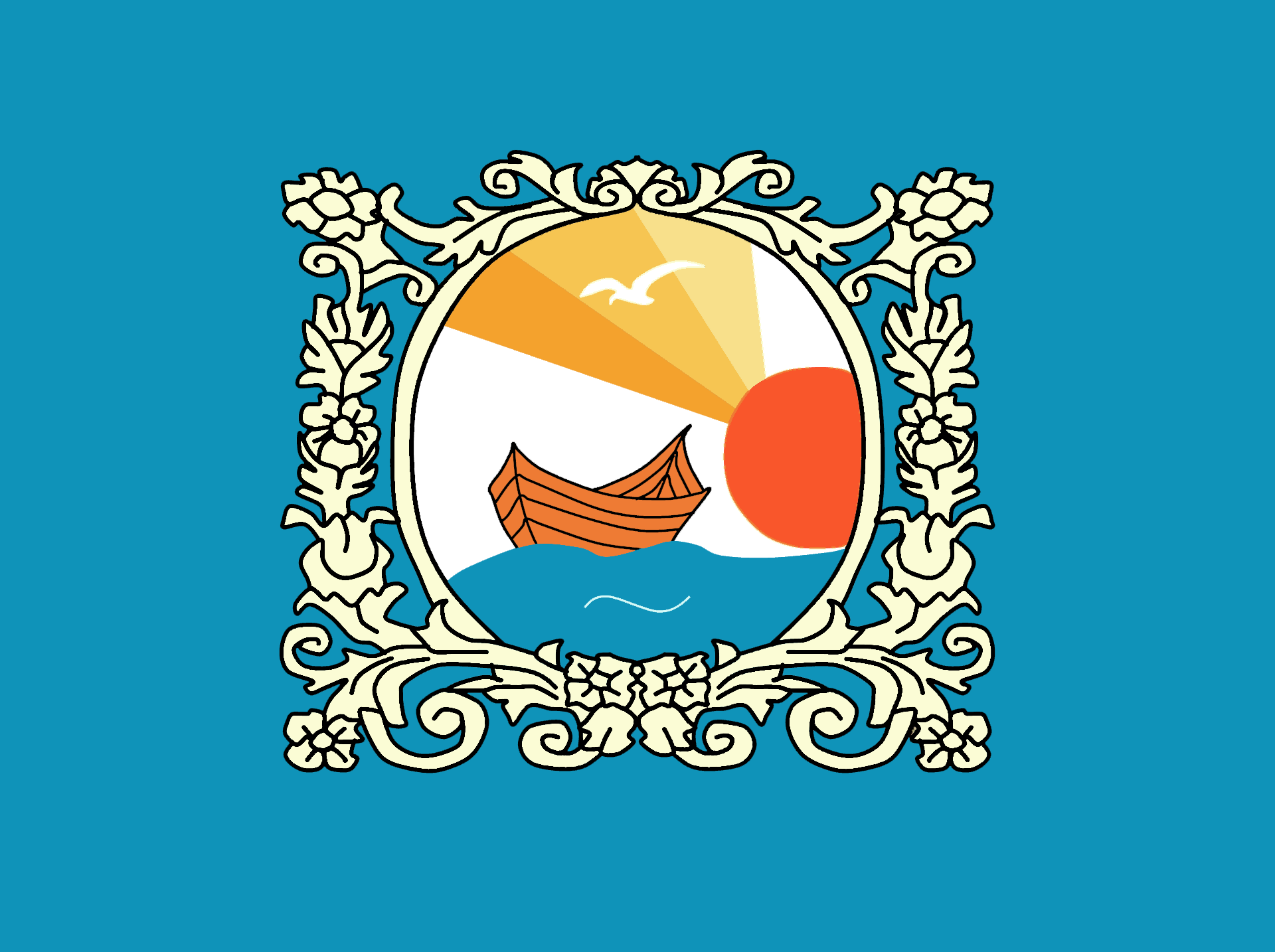
Липовани
Придністровці

### Поволжя

#### Тюрки

Чуваші (офіційний)
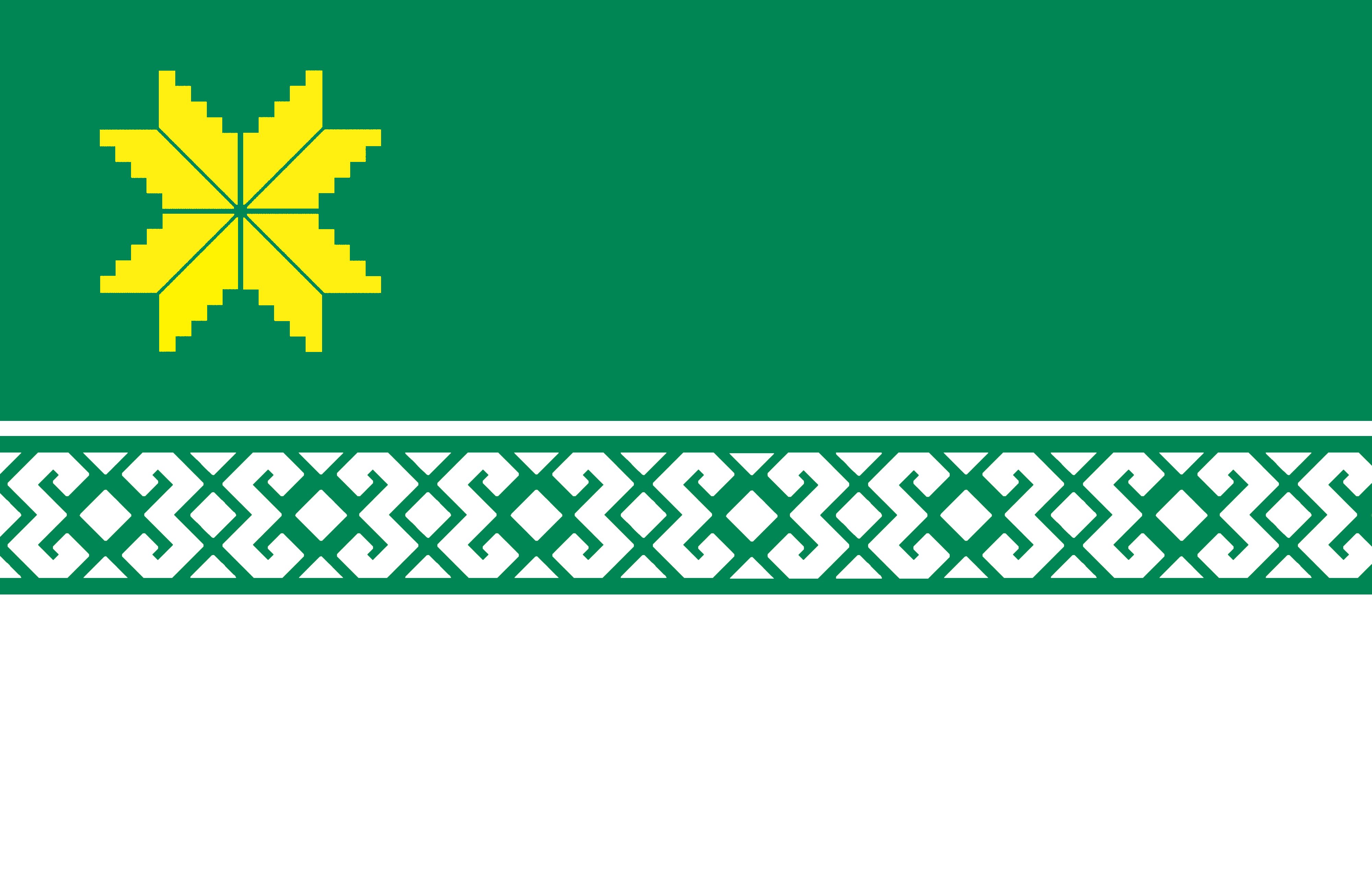
Чуваші (історичний, реконструкція)
Башкири (офіційний)
Башкири (націоналістичний, історичний)[джерело?]
Татари (офіційний)
Татари (націоналістичний)[джерело?]
Татари (історичний офіційний[джерело?] Ідель-Уралу - інша реконструкція)

#### Фіно-угри

Марійці  (історичний офіційний)
Марійці (альтернативний)[джерело?]
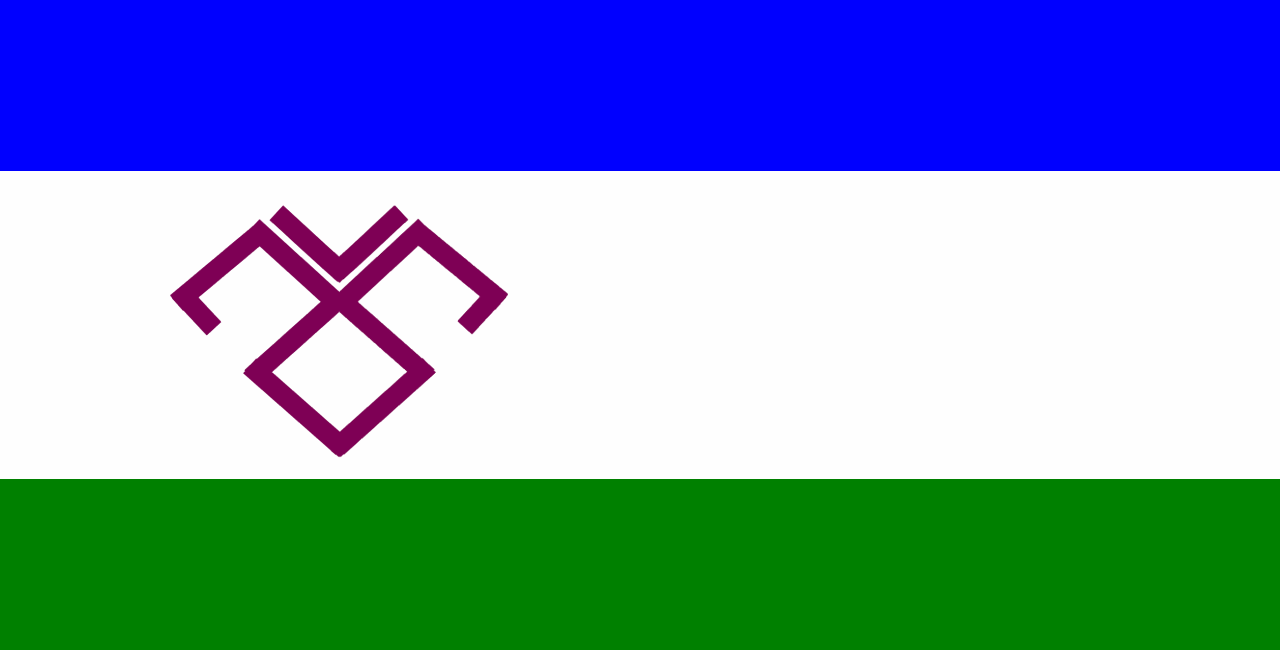
Марійці (?)[джерело?]
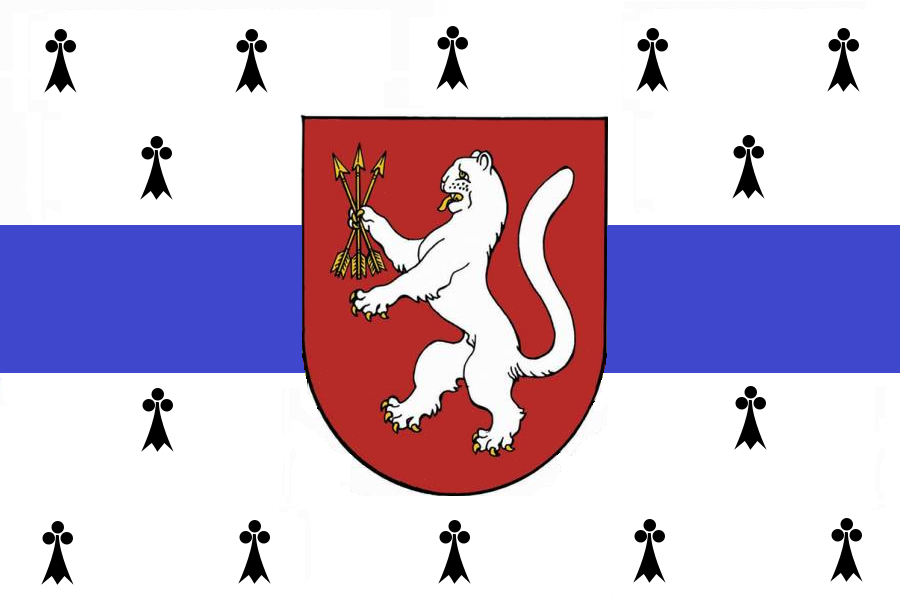
Марійці (гірські, офіційний)
Удмурти
Мордва
Ерзя
Мокша (народ)

#### Інші

Волзькі німці

### Кавказ

#### Західний

Донські козаки
Кубанські козаки
Козаки у Росії (націоналістичний)
КарачаївціКарачаївці
Карачаївців
КарачаївціКарачаївці
Балкарці та карачаєво-балкарці
Адиги
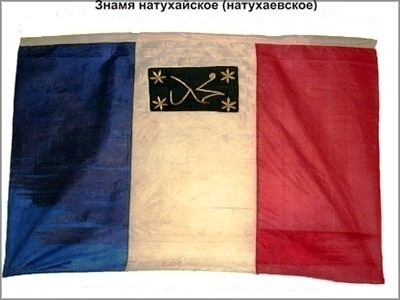
Натухайці (історичний)
Абазини
Турки-месхетинці

#### Східний

Калмики
Калмики (історичний офіційний)
Осетини
Чеченці (офіційний)
Чеченці (ічкерійський)
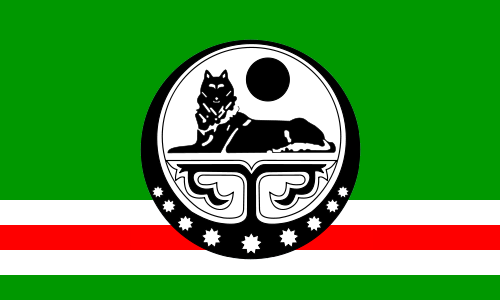
Чеченці (ічкерійський з гербом)
Інгуші
Талиші

#### Дагестан

Кумики
Ногайці
Аварці
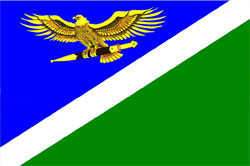
Даргинці
Лезгини (2)
Цахури

### Сибір та Центральна Азія

Українці на Далекому Сході
Тувинці
Буряти
Сибірські татари
Якути
Ханти і Мансі
Шорці (1, з 1990-х років)
Шорці (2, з 2015 року)
Долгани
Хакаси (офіційний)
Хакаси (етнічний)
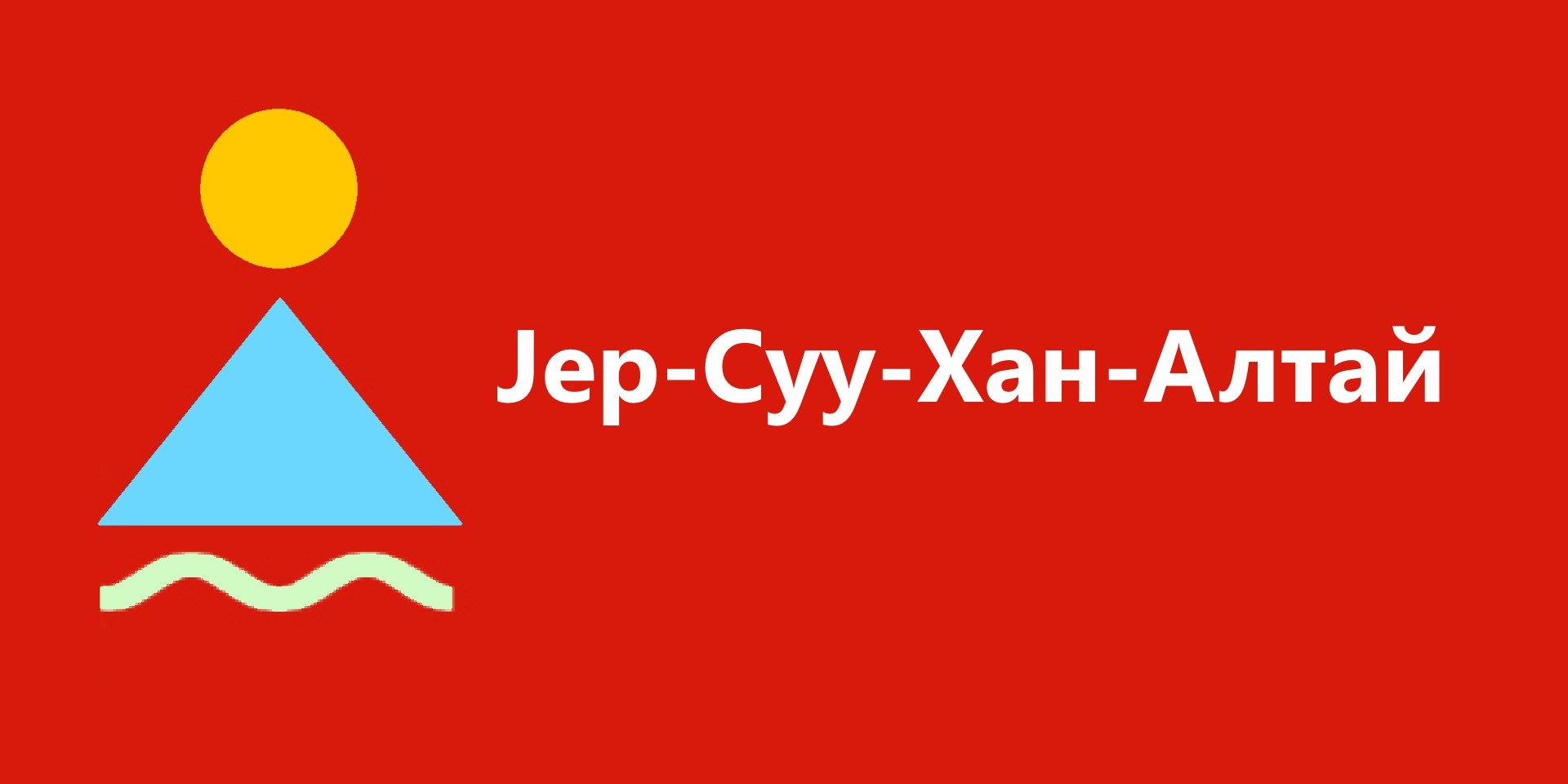
Алтайці (історичний) [джерело?]
Алтайці (офіційний)
Ненці
Каракалпаки

### Північний Захід

Карели (офіційний)
Карели (національний)
Карели-людики[джерело?]
Фіни-інгерманландці
Вепси
Водь (1)
Водь (2)
Іжора (1)
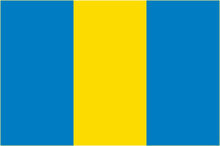
Іжора (2)[джерело?]
Комі-перм'яки (1)[джерело?]
Комі-перм'яки (2)[джерело?]
Саами
Саами (історичний)

## Європа (Західна та Центральна)

### Центральна Європа

Угорці в Румунії[джерело?]
Секеї (1)
Секеї (2)
Кашуби
Сілезці
Моравці (історичний)
Лужицькі серби
Нижні лужицькі серби
Верхні лужицькі серби
Греки
Греки на Кіпрі
Греки в Албанії
Роми
Єниші
Арумуни
Турки в Болгарії[джерело?]

### Південні слов'яни

Босняки (національний)
Босняки у Санджаку
Босняки (офіційний історичний)
Помаки
Хорвати в Сербії
Хорвати в Боснії і Герцоговині
Серби
Серби в Боснії і Герцоговині
Серби в Чорногорії
Македонці (1)
Македонці (2)

### Іспанія

Канарці
Канарці (націоналістичний)
Канарці (історичний націоналістичний)
Канарці (історичний націоналістичний)
Галісійці (націоналістичний)
Астурійці
Астурійці (націоналістичний)
Баски (націоналістичний, офіційний)
Баски (лівонаціоналістичний)
Андалузці
Андалузці
Андалузці
Кантабрійці (націоналістичний)

### Каталонські країни

Каталонці
Каталонці Руссільйону
Каталонці (історичний націоналістичний)
Каталонці (націоналістичний)
Каталонці (лівий націоналістичний)
Арагонці
Арагонці (націоналістичний)
Валенсійці
Валенсійці (націоналістичний)
Валенсійці (історичний націоналістичний)
Балеарці

### Романська Європа

Сицилійці (націоналістичний)
Сицилійці
Окситанці
Арпітанці (1)
Арпітанці (2)
Арпітанці (3)
Нормандці
Бретонці
Корсиканці
Сардинці
Ладини
Фріули
Венеційці
Валлони

### Германська Європа

Фламандці
Нижньосаксонці у Нідерландах
Нижньонімецька мова
Баварці
Німці в Бельгії
Німці в Італії
Німці в Данії
Німці в Хорватії (1940-і)
Балтійські німці
Судетські німці
Англійці
Корнці
Менці
Шотландці
Валійці

### Північна Європа

Північні фризи
Східні фризи
Західні фризи
Загальнофризький прапор (1)
Загальнофризький прапор (2)
Данці в Німеччині
Фарерці
Шведи в Фінляндії
Шведи на Аландських островах
Фіни в Швеції
Квени
Торнедальці

## Азія

### Східна Азія

Уйгури
Монголи Внутрішньої Монголії
Салари
Тибетці
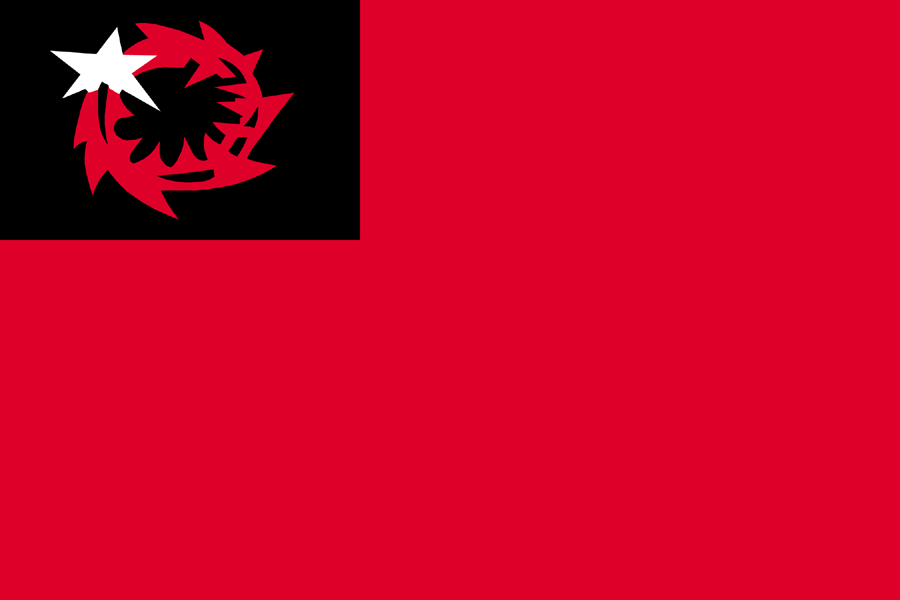
Бураку

### Передня Азія

Понтійські греки
Друзи
Араби в Ірані
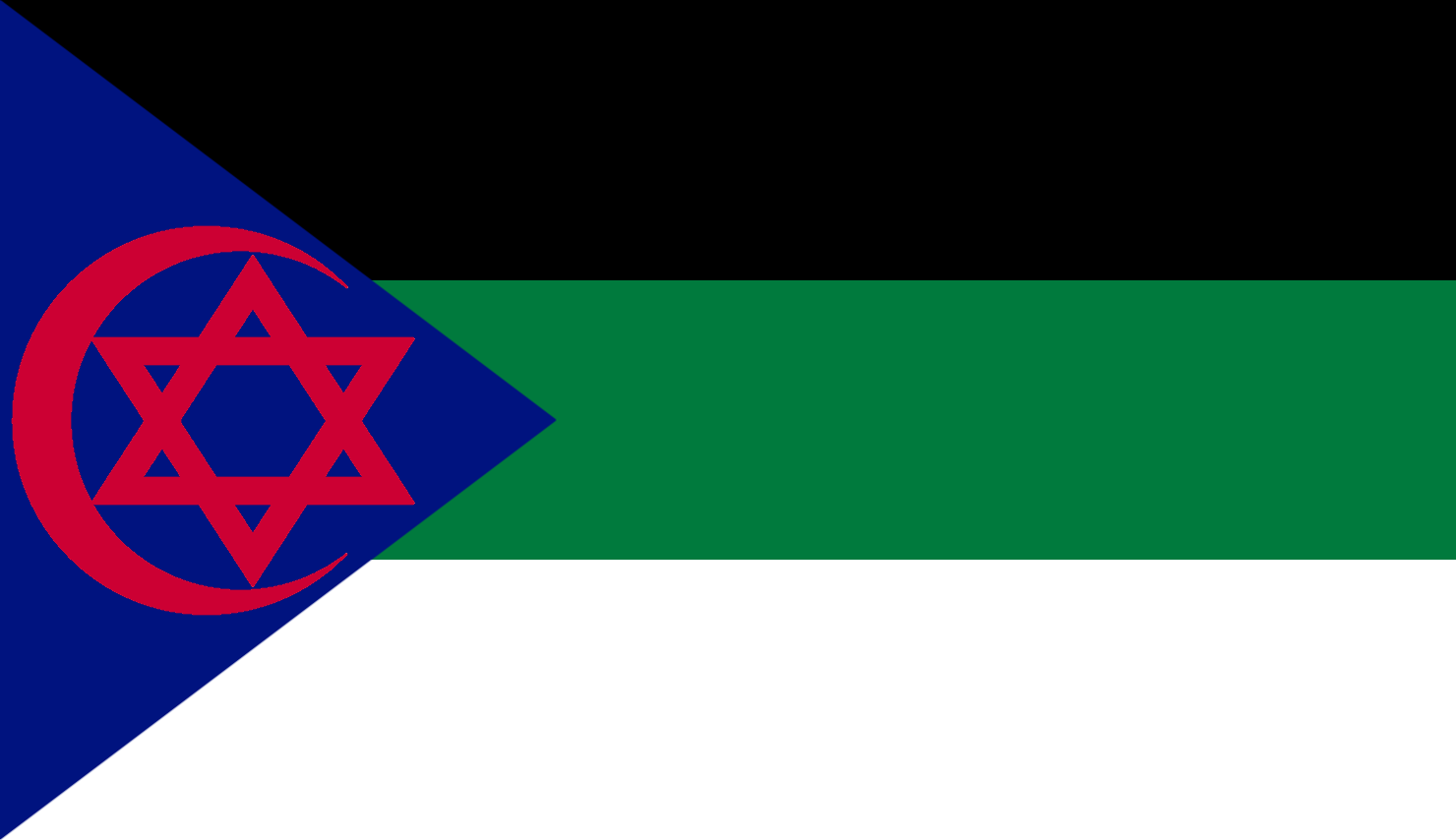
Арабські євреї
Курди
Курди в Сирії
Єзиди
Заза (народ)
Гілянці
Пуштуни (2)
Азербайджанці в Ірані (1)
Азербайджанці в Ірані (2)
Азербайджанці в Ірані (3)
Туркомани (Ірак)
Туркомани (Сирія)
Туркомани (Сирія)
Кашкайці

### Ассирійці та євреї

Ассирійці
Ассирійці (історичний)
Ассирійці (історичний)
Арамейці
Бней-Менаше
Ашкеназі

### Південна Азія

Мухаджири (Пакистан)
Бурушаскі
Сіндхі в Пакистані
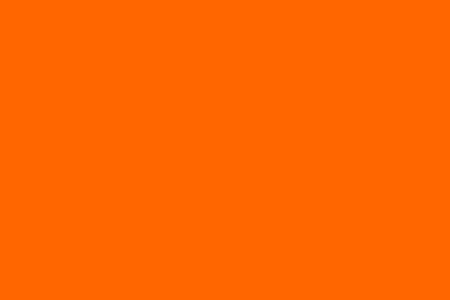
Сіндхі в Індії
Кашмірці
Кашмірці (офіційний)
Кашмірці (офіційний)
Кашмірці (націоналістичний)
Ладакхі
Сикхи
Маратхі (1)
Маратхі (2)
Каннада
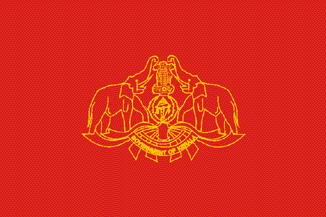
Малаялі
Телугу
Ланкійські таміли
Чагосці
Нага (народи)

### Південно-східна Азія

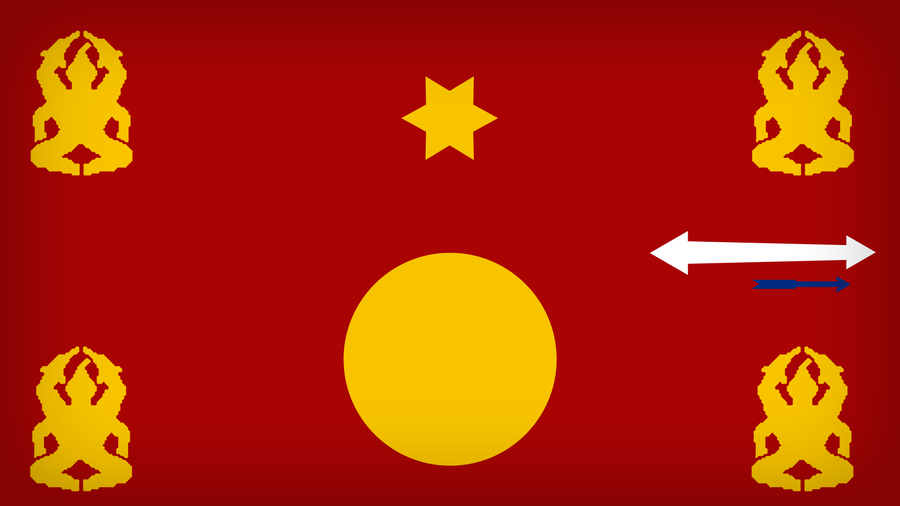
Хмонги
Шани
Тай дам
Тями
Кхмер-кром
Гірські кхмери
В'єтнамці в Америці
Ва (народ, М'янма)
Акха
Бодо
Карени
Рохінджа
Рохінджа
Ачехи
Мінангкабау

### Філіппіни

Бохольці
Хілігайнон
Ілоки
Пампанган
Магінданао
Моро (народи)Моро (народи)
Моро (народи)
Тагали
Сулу (народ)
Чавакано

## Америка

### Корінні народи

Аймара
Кечуа
Гуарані (група народів) (1)
Гуарані (група народів) (2)
Корінні народи Колумбії
Куна (народ)
Мапуче
Майя
Ірокези
Черокі
Шайєнни
Інуїти
Інуїти (Нунавут)
Інуїти (Нунатсіавут)
Інуїти (Гренландія)

### Креоли та змішані народи

Афроамериканці (1)
Афроамериканці (2)
Мулати
Гарифуна
Данці у Гренландії
Креоли
Гаучо
Канадські метиси
Англометиси

### Франкоамериканці

Квебекці
Акадійці
Акадійці Нової Англії
Кажуни
Франкоамериканці
Франконьюфаундленці
Франко-онтарійці
Франкоальбертійці
Франкосаскчеванці
Франкоманітобці
Франкоколумбійці
Франкоюконці
Франкотенуа
Франконунавутці
Франкоамериканці Середнього Заходу
Франкоамериканці Нової Англії
Гугеноти Мейну
Східні акадійці (Арустук (округ, Мен))

### Англоамериканці

Півднь США

## Африка

### Південна

Бастери
Африканери
Амба (народ) і Конзо
Басото
Свазі
Лозі

### Центральна

Бубі (народ) (націоналістичний)
Бубі (народ) (племенний)
Конго (народ)
Ашанті
Бамілеке
Еве
Ігбо
Огоні
Динка
Фор
Масаї
Йоруба
Хауса
Канурі

### Північна

Бербери
Алжирські Туареги
Ріфи
Афар
Оромо
Сомалійці
Кенійські сомалійці
Тиграї
Франкоалжирці (чорноногі)
Франкоалжирці (чорноногі)

## Океанія

Маорі
Моріорі
Гавайці
Рапануйці
Таїтяни
Канаки
Маркізці, корінне населення Маркізських островів
Ротума

## Прапори наднаціональних об'єднань

Іспаномовні народи Америки
Франкофони
Кельти
Слов’яни
Тюрки
Араби (1)
Араби (2)
Іранські народи
Африканці
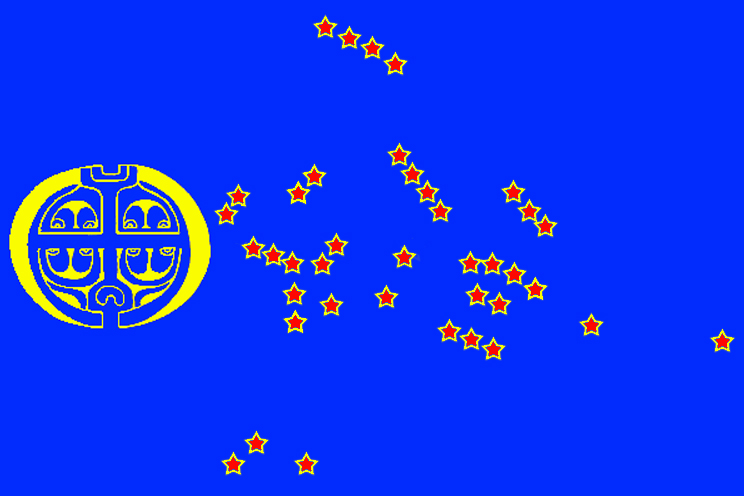
Полінезійці